# Осимо Инфериоре (Бреша)
Осимо Инфериоре је насеље у Италији у округу Бреша, региону Ломбардија. 
Према процени из 2011. у насељу је живело 811 становника. Насеље се налази на надморској висини од 749 м.